# Anthochlamys
Anthochlamys es un género  de fanerógamas con siete especies pertenecientes a la familia Amaranthaceae.

## Taxonomía
El género fue descrito por Fenzl ex Endl.  y publicado en Genera Plantarum 300. 1837.

## Especies
| - Anthochlamys afghanica - Anthochlamys multinervis - Anthochlamys polygaloides - Anthochlamys rechingeri - Anthochlamys tjanschanica - Anthochlamys turcomanica - Anthochlamys turkestanica |